# Ceyx pusillus
Il martin pescatore minore (Ceyx pusillus Temminck, 1836) è un uccello appartenente alla famiglia Alcedinidae.